# Stefan Dobrovich
Stefan Dobrovich (* 16. Dezember 1904 in Wulkaprodersdorf; † 13. Juli 1995 ebenda) war ein österreichischer Politiker (ÖVP) und Landwirt in Wulkaprodersdorf. Er war von 1945 bis 1949 Abgeordneter zum Burgenländischen Landtag.

## Leben
Dobrovich wuchs als Sohn des Landwirts Martin Dobrovich kroatischsprachig in Wulkerprodersdorf auf. Er arbeitete im elterlichen, landwirtschaftlichen Betrieb und erlernte ab 1922 den Beruf des Zimmermanns. Dobrovich arbeitete als Zimmermann in Niederösterreich und in der Steiermark und war von 1928 bis 1932 im Militärdienst. Dobrovich war Mitglied der Heimwehr sowie deren Ortskommandant und wurde 1939 in die Wehrmacht eingezogen. Nach einer Verwundung wurde er als Bauer unabkömmlich gestellt.
Dobrovich war verheiratet.

## Politik
Nach dem Zweiten Weltkrieg war Dobrovich als ÖVP-Vertreter der kroatischsprachigen Bevölkerung Abgeordneter zum Burgenländischen Landtag, dem er vom 13. Dezember 1945 bis zum 4. November 1949 angehörte. Danach hatte er nur noch lokale politische Funktionen inne. 